# Renato Giammarioli

a Compétitions nationales et continentales officielles uniquement.

b Matchs officiels uniquement.
Dernière mise à jour le 11 mars 2025.
Renato Giammarioli, né le 23 mars 1995 à Marino en Italie, est un joueur international italien de rugby à XV évoluant au poste de troisième ligne centre.

## Palmarès
- Vainqueur du Championnat d'Italie en 2017 avec Calvisano.